# جيم ويليس
جيم ويليس (بالإنجليزية: Jim Willis)‏ هو لاعب كرة قاعدة أمريكي، ولد في 20 مارس 1927 في دويلين في الولايات المتحدة.
1. ↑   http://thebaseballcube.com/players/profile.asp?ID=19745. {{استشهاد ويب}}: |url= بحاجة لعنوان (مساعدة) والوسيط |title= غير موجود أو فارغ (من ويكي بيانات) (مساعدة)